# The Obsidian Conspiracy
The Obsidian Conspiracy è il settimo album in studio del gruppo musicale thrash metal statunitense Nevermore, pubblicato dalla Century Media nel 2010.

## Il disco
La band di Seattle ha collaborato nella realizzazione dell'album con Peter Wichers, chitarrista della band svedese Soilwork, il quale aveva già collaborato nel disco solista Praises to the War Machine del cantante della band Warrel Dane
L'artwork del disco è interamente realizzato dall'illustratore Travis Smith (già illustratore di band quali Death, Suffocation ecc.).
Warrel Dane ha così commentato il processo di composizione: "Queste canzoni sono piene di rabbia ritrovata, musicalmente e a livello di testi. Jeff Loomis ha messo a punto alcuni nuovi incredibili riff che senza dubbio soddisferanno vecchi e nuovi fan. Inoltre, penso che la combinazione di Peter e Andy (produzione e mixaggio) risulterà qualcosa di molto, molto speciale." Dane ha espresso la sua opinione sulla canzone "And the Maiden Spoke": "Farà esplodere la vostra mente: è contorta, con un riffing progressive lunatico e linee musicali che prendono".
Ecco invece il commento di Jeff Loomis: "Credo che l'ultimo lavoro suoni ancora come gli album precedenti, ma penso questa volta di aver dato a Warrel un po' più di spazio per concentrarsi di più sulle linee vocali che su cose complesse e articolate, questa volta sarà più libero musicalmente per essere in grado di fare quello che vuole con la voce. Sarà un album interessante per noi sicuramente".

## Edizioni
Il disco uscirà in versione "normale" e in versione limitata, contenente alcune bonus track, tra le quali una cover dei The Doors: The Crystal Ship.

## Tracce
1. The Termination Proclamation
2. Your Poison Throne
3. Moonrise (Through Mirrors of Death)
4. And the Maiden Spoke
5. Emptiness Unobstructed
6. The Blue Marble and the New Soul
7. Without Morals
8. The Day You Built The Wall
9. She Comes in Colors
10. The Obsidian Conspiracy

## Formazione
- Warrel Dane – voce
- Jeff Loomis – chitarra
- Jim Sheppard – basso
- Van Williams – batteria